# Scriptonite
Pour les articles homonymes, voir Face.
Scriptonite, aussi retranscrit Skriptonit, de son nom civil Ädil Oralbekuly Kulmaghambetov (kazakh : Әділ Оралбекұлы Құлмағамбетов ; né le 3 juin 1990 à Leninsky), est un rappeur kazakh. Il est le fondateur du label discographique Musica36. En 2013, Scriptonite se fait connaître sur la scène musicale en diffusant une vidéo pour son single VBVVCTND. Un an et demi plus tard, il sort son premier album Dom s normalnymi yavleniyami, qui devient l'un des albums de rap en langue russe les plus populaires de 2015.
En 2018, il divise son travail en deux projets : Scriptonite et Gruppa Scriptonite Comme Adil l'explique lui-même, cette distinction s'applique non seulement à l'enregistrement des morceaux, mais aussi aux concerts Ainsi, Gruppa Scriptonite est un groupe de musique composé de huit personnes et de nouveaux arrangements, tandis que les concerts de Scriptonite sont au format « rappeur + DJ » et se produisent sur des pistes d'accompagnement.
Selon Muzyka Pervogo, il est l'artiste le plus écouté de la CEI en 2021.

## Biographie

### Jeunesse
Adil Kulmagambetov naît le 3 juin 1990 dans le village de Leninsky (aujourd'hui Atameken), dans l'oblys de Pavlodar, au nord-est du Kazakhstan, d'Oralbek Zhalelovich Kulmagambetov (né le 1er septembre 1953). Il commence à faire de la musique dès l'adolescence, à 11 ans il s'intéresse au rap, et à 15 ans il commence à composer de la musique. Il affirme avoir changé son nom de famille de Kulmagambetov à Zhalelov dans sa jeunesse (inscrit sous le nom de « Kulmagambetov » dans le registre du State Revenue Committee).

### Premiers succès
En 2009, Scriptonite et son ami Anuar Baimuratov (Niman) ont formé le groupe JILLZ, composé de Yuri Drobitko (Yurik Thursday), Sayan Zhimbaev (Truwer), Azamat Alpysbaev (Six O) et Aidos Dzhumalinov (Strong Symphony). Avant même de signer avec Gazgolder, Skriptonit sort plusieurs singles qui sont devenus des succès et ont réussi à gagner des fans de son art. Il est également devenu célèbre en tant qu'interprète de « vraie » trap. En 2013, Scriptonite, en collaboration avec Niman, sort le clip du morceau VBVVCTND (pour Vybor bez variantov - vse chto ty nam dal). Après cela, le label russe Gazgolder s'intéresse à lui. Le 27 février 2014, Scriptonite est annoncé avoir rejoint ce label. Par la suite, Scriptonite déclare que 2014 est l'année charnière de sa vie.
En 2015, il participe à la création d'un album commun à Basta et Smoky Mo intitulé Basta / Smoky Mo. Le single Cosmos, enregistré avec Dasha Charusha, se hisse en tête des classements iTunes et figure à la 22e place des « 50 meilleurs titres de 2015 » de The Flow. Les clips des chansons Ice et Slumdog Millionaire avec Scriptonite recueillent des millions de vues sur YouTube. Le clip du morceau Slumdog Millionaire est ensuite classé à la 2e place du top « meilleurs clips russes de 2015 » par rap.ru, et le morceau Ice est classée 46e dans le top 50 des « morceaux de 2015 » de The Flow. En octobre 2015, Scriptonite fait partie des finalistes des Jagermeister Indie Awards dans la catégorie hip-hop. À l'été 2016, Scriptonite fait partie des candidats dans la catégorie ” Découverte de l'année 2016 » du magazine GQ.

### Autres sorties
Le premier album de Scriptonite intitulé House with Normal Phenomena (allusion au titre du film House with Paranormal Phenomena) sort le 24 novembre 2015 et atteint la deuxième place du classement des albums sur iTunes, dépassant l'album Gorgorod du rappeur russe Oxxxymiron et se plaçant derrière le nouvel album de la chanteuse britannique Adele. Le chroniqueur de gazeta.ru Yaroslav Zabaluev note que « en une heure et demie, Jalelov offre non seulement un travail conceptuel et atmosphérique, mais aussi une bonne dose de diversité des genres, de la trap et du hip-hop new-yorkais à un quasi gospel ».
House with Normal Phenomena devient l'un des albums de hip-hop russe les plus réussis de 2015 selon la presse,,, et Scriptonite lui-même est élu « rappeur de l'année » par la publication en ligne colta.ru. Dom... fait partie de la liste des « 20 meilleurs albums de 2015 » par gazeta.ru et obtient la sixième place dans la liste des « 30 meilleurs albums de l'année » par Afisha. L'album obtient la première place dans la liste des meilleurs albums en langue russe selon rap.ru et The Flow.
Le clip vidéo du morceau Style prend la cinquième place dans la liste des « meilleures vidéos russes de 2015 » selon rap.ru, et le morceau lui-même se classe 15e dans la liste des « 50 meilleurs titres de 2015 » de The Flow. Dans ce même top, le morceau Dance by Yourself se classe 3e. Afisha inclut le clip du morceau Priton dans sa liste des « 100 plus grands clips de 2015 ».
Le deuxième album de Scriptonite devait initialement sortir le même jour que son premier album. Dans une interview avec Meduza Scriptonite assure que l'album presque terminé intitulé 3P devrait sortir en janvier 2016, mais pour des raisons inconnues, l'album n'est jamais apparu à la date limite indiquée. Il est apparu plus tard que le deuxième album studio de Scriptonite s'intitulerait Hotel Everest. En septembre 2016, l'édition russe du magazine GQ reconnait Scriptonite comme « découverte de l'année ».
Le 13 novembre 2020, Scriptonite et Niman sortent l'EP commun PVL is Back. Il comprend 4 titres enregistrés dans le style typique des artistes. Les textes de ce mini-album traitent de la drogue, de la richesse, des relations avec les filles, des problèmes avec les ennemis et de la loi.

## Discographie

### Albums studio
- 2015 : ouse with Normal Phenomena
- 2017 : A Celebration on 36th Street
- 2017 : Ouroboros: Street 36 / Mirrors
- 2019 : 2004
- 2021 : Whistles and Papers
- 2021 : Bad Habits (avec Indablack et qurt)
- 2023 : YEAHH, Pt.1
- 2024 : YEAHH, Pt.2

### EP
- 2017 : Open Season (EP, avec Jillzay)
- 2019 : Solitude (EP, avec Gruppa Scriptonite)
- 2019 : Frozen (single)
- 2019 : Don't Lie, Don't Believe (EP, avec 104)
- 2020 : PVL is back (EP, avec Niman)

### Compilations
- 2015 - To You (avec Gazgolder)
- 2016 - 718 Jungle (avec Jillzay)
- 2019 - Musica36: How I Spent This Summer (avec les artistes de Musica36)